# Cixidia
Cixidia är ett släkte av insekter. Cixidia ingår i familjen vedstritar.

## Dottertaxa tillCixidia, i alfabetisk ordning[1][2]
- Cixidia advena
- Cixidia brittoni
- Cixidia colorata
- Cixidia confinis
- Cixidia confusa
- Cixidia fusca
- Cixidia fusiformis
- Cixidia genei
- Cixidia henshawi
- Cixidia kabakovi
- Cixidia karaseki
- Cixidia kasparyani
- Cixidia lapponica
- Cixidia leptarcya
- Cixidia manitobiana
- Cixidia marginicollis
- Cixidia maroccana
- Cixidia mersinica
- Cixidia misbeca
- Cixidia ochrophara
- Cixidia okunii
- Cixidia opaca
- Cixidia pallida
- Cixidia parnassia
- Cixidia pilatoi
- Cixidia pinorum
- Cixidia polias
- Cixidia sabeca
- Cixidia septentrionalis
- Cixidia shikokuana
- Cixidia shoshone
- Cixidia sikaniae
- Cixidia slossoni
- Cixidia tristirops
- Cixidia ussuriensis
- Cixidia variegata
- Cixidia woodworthi